# Pervîi Kanal

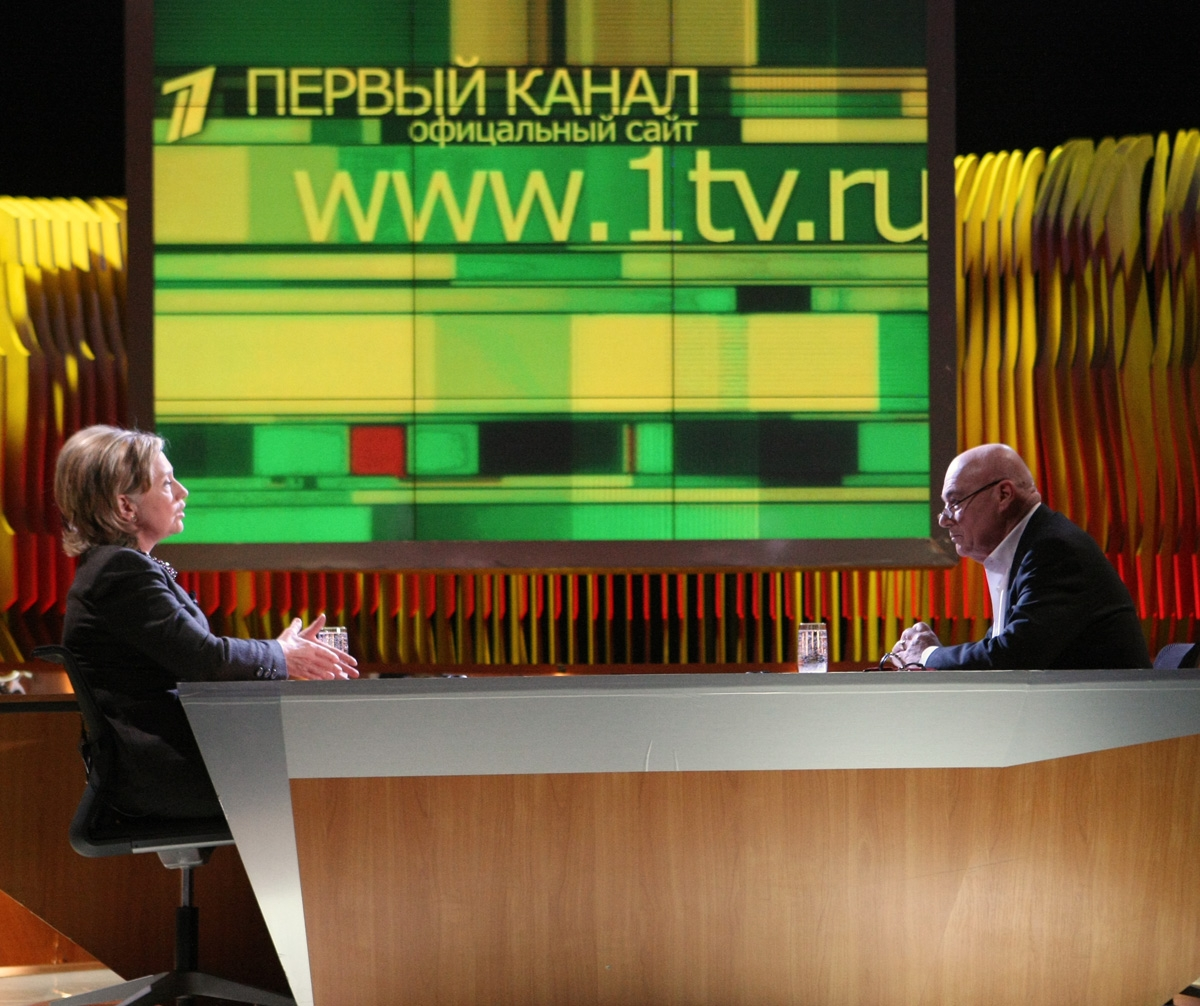
Vladimir Pozner luând un interviu secretarului de stat american Hillary Rodham Clinton în cadrul emisiunii "Pozner Show", Moscova, 19 martie 2010

Pervîi Kanal (original rusă Первый Канал, în română Primul Canal) este canalul rusesc cu cea mai mare acoperire națională controlat în proporție de 75% de guvernul Rusiei. A fost lansat pe 22 martie 1951 și are sediul la Centrul Tehnic "Ostankino" aflat lângă Turnul de Radio si Televiziune "Ostankino", Moscova.
În martie 2014, în contextul tulburărilor civile pro-ruse din Ucraina din 2014, Pervîi Kanal împreună cu posturile Rossia 24 și NTV, a fost interzis în Ucraina pentru că ar alimenta separatismul cu ajutorul unor informații părtinitoare.

## Conducerea

### Directori generali
- Vladislav Listiev (1995)[2]
- Serghei Blagovolin (1995-1997)[2]
- Xenia Ponpmariova (1997-1998)[2]
- Igor Șabdurasulov (1998-1999)[2][3]
- Constantin Ernst (din 1999 - prezent)[2]

### Producători generali
- Constantin Ernst (1995-2001)[4]
- Alexandr Faifman (din 2001)

### Președinți ai Consiliului de Administrație
- Alexandru Iakovlev (1995-1998, din 1998 până în 2001 a fost membru al consiliului de administrație al ORT ca președinte de onoare)
- Vitalii Ignatenco (1998-2001)[5]
- Mihail Piotrovschii (2001-2005)[6][7]
- Serghei Narîșkin (2005-2009)[8]
- Serghei Sobeanin (2009-2010)[9][10]
- Anatolii Torcunov (din 2011 - prezent)[11]

### Șefii Serviciului de Presă
- Grigorii Simanovici (1995-2000)[12][13]

### Șefii Direcției Analitice
- Marat Ghelman (2002-2004)[14]